# Alpha Arae

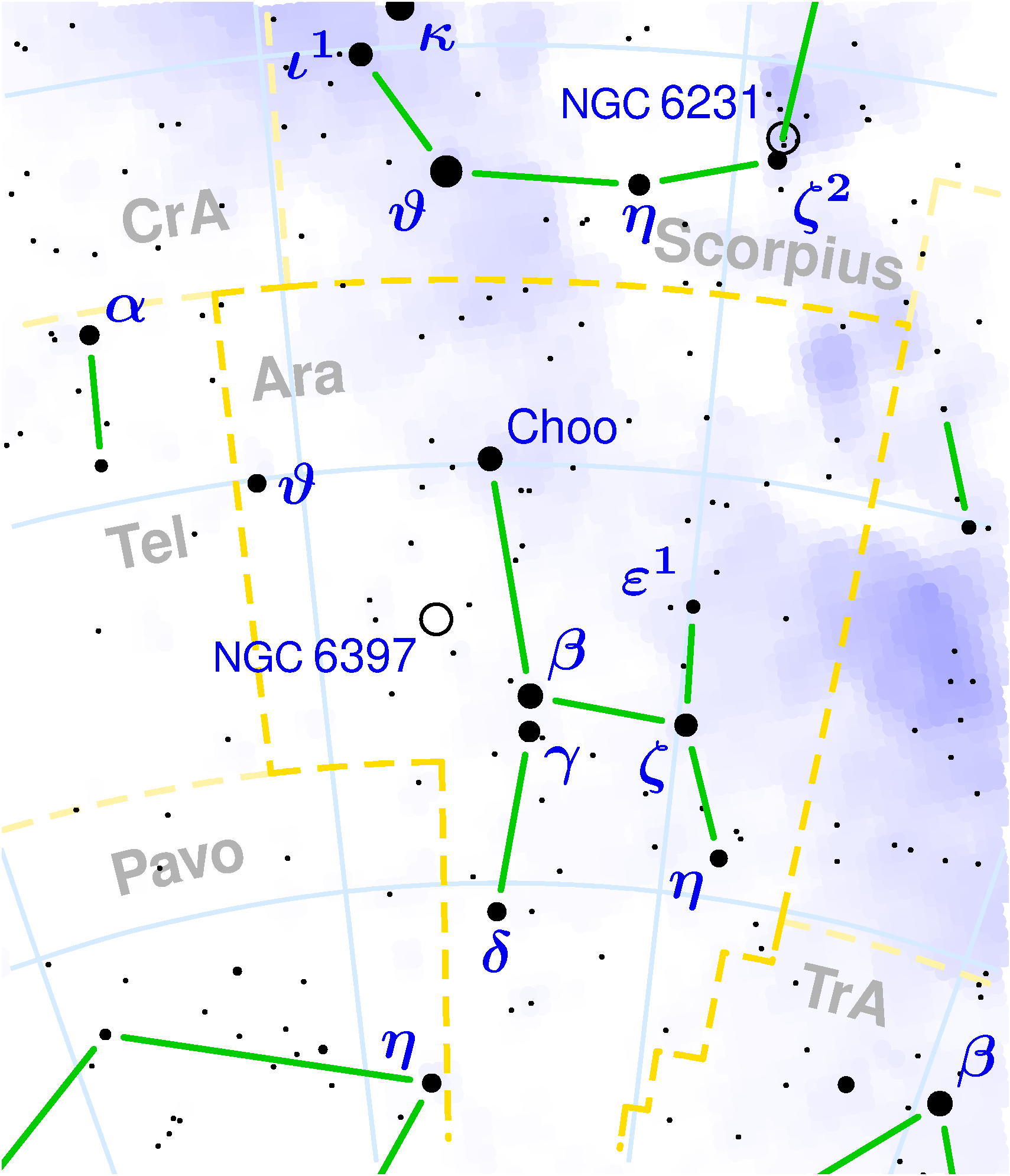
Alpha Arae is de alpha ster in het sterrenbeeld Altaar (Ara)

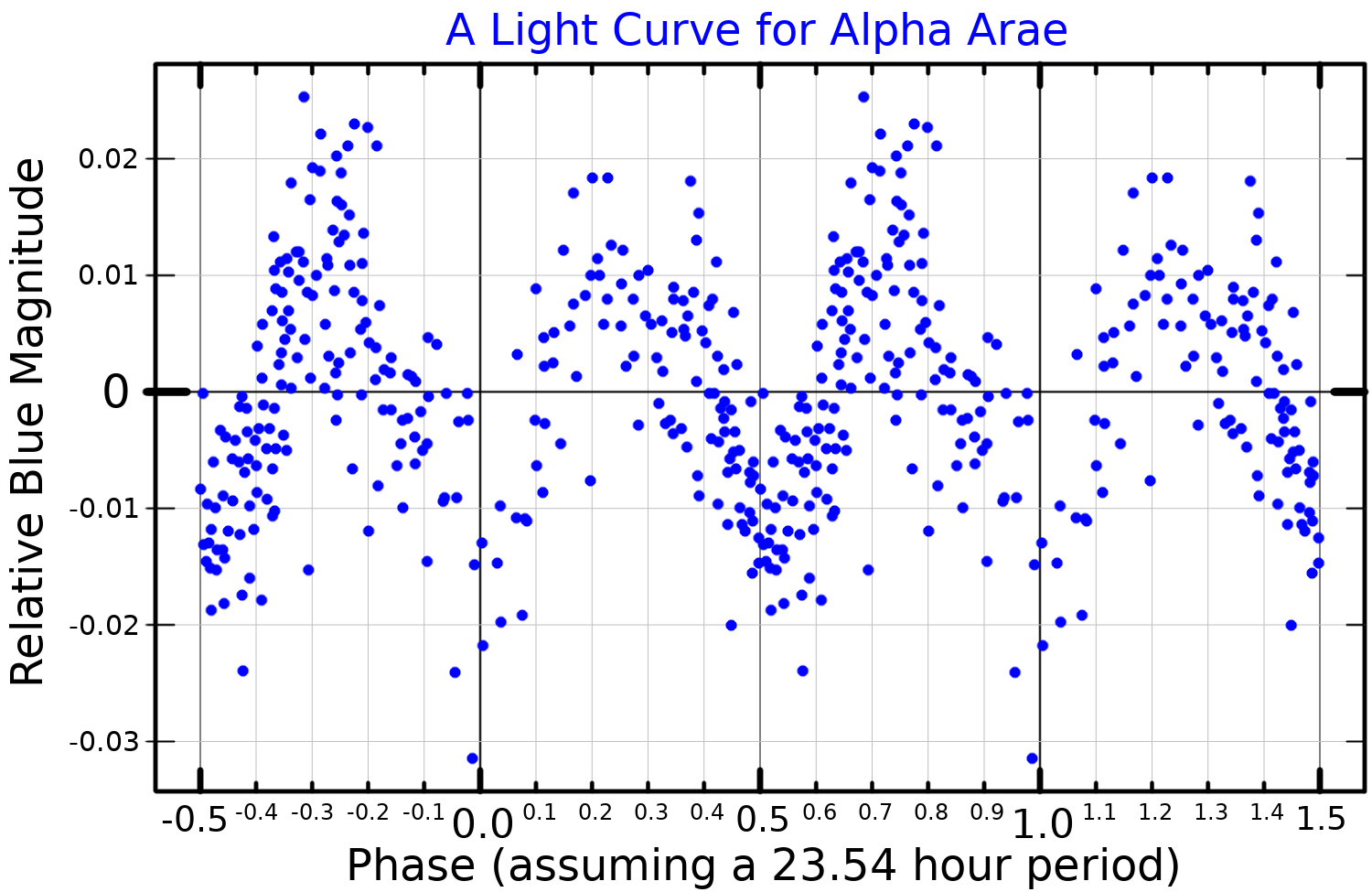
Lichtkromme van Alpha Arae

Alpha Arae is de op een na helderste ster in het sterrenbeeld Altaar. De ster is een type B hoofdreeksster.
In het Chinees staat de ster ook wel bekend als Choo, wat club of personeel betekent, maar deze naam wordt niet gebruikt in de sterrencatalogi.